# Route 2 (Colombie-Britannique)
La Route 2, aussi connue comme la Tupper Highway, est l'une des deux courtes routes reliant Dawson Creek à la frontière de l'Alberta.

## Description du tracé
La route 2 parcourt 42 km (26 mi). Elle débute à Dawson Creek à sa jonction avec la route 97 et se dirige vers le sud-est sur 39 km (24 mi). Elle passe par Pouce Coupe et rencontre la route 52 près de Tupper. La route 2 atteint la frontière de l'Alberta et poursuit dans la province comme route 43.

## Intersections majeures
| District régional     | Ville        | km                               | Destinations                                                | Notes                                           |
| --------------------- | ------------ | -------------------------------- | ----------------------------------------------------------- | ----------------------------------------------- |
| Peace River           | Dawson Creek | 0,00                             | BC-97 – Chetwynd, Prince George, Fort St. John, Fort Nelson | La BC-2 ouest devient la BC-97 nord             |
| Peace River           | Dawson Creek | 2,08                             | BC-49 est / 8th Street – Spirit River                       | Terminus ouest de la BC-49; carrefour giratoire |
| Peace River           |              | 39,55                            | BC-52 ouest – Tumbler Ridge                                 | Terminus est de la BC-52                        |
| Peace River           | 41,62        | AB-43 – Grande Prairie, Edmonton | Continue en Alberta                                         |                                                 |
| - Transition de route |              |                                  |                                                             |                                                 |